# Cantone di Bischwiller
Il Cantone di Bischwiller è una divisione amministrativa dell'arrondissement di Haguenau.
A seguito della riforma approvata con decreto del 18 febbraio 2014, che ha avuto attuazione dopo le elezioni dipartimentali del 2015, è passato da 21 a 22 comuni.

## Composizione
I 21 comuni facenti parte prima della riforma del 2014 erano:
- Auenheim
- Bischwiller
- Dalhunden
- Drusenheim
- Forstfeld
- Fort-Louis
- Herrlisheim
- Kauffenheim
- Leutenheim
- Neuhaeusel
- Oberhoffen-sur-Moder
- Offendorf
- Rœschwoog
- Rohrwiller
- Roppenheim
- Rountzenheim
- Schirrhein
- Schirrhoffen
- Sessenheim
- Soufflenheim
- Stattmatten

Dal 2015 i comuni appartenenti al cantone sono i seguenti 22:
- Auenheim
- Bischwiller
- Dalhunden
- Drusenheim
- Forstfeld
- Fort-Louis
- Herrlisheim
- Kaltenhouse
- Kauffenheim
- Leutenheim
- Neuhaeusel
- Oberhoffen-sur-Moder
- Offendorf
- Rœschwoog
- Rohrwiller
- Roppenheim
- Rountzenheim
- Schirrhein
- Schirrhoffen
- Sessenheim
- Soufflenheim
- Stattmatten